# Opsaridium peringueyi
Opsaridium peringueyi је зракоперка из реда Cypriniformes и фамилије Cyprinidae. 

## Угроженост
Ова врста није угрожена, и наведена је као последња брига јер има широко распрострањење.

## Распрострањење
Врста има станиште у Јужноафричкој Републици, Мозамбику и Свазиленду.

## Популациони тренд
Популациони тренд је за ову врсту непознат.

## Станиште
Станиште врсте су слатководна подручја.